# Головино (Щолковський міський округ)
Голо́вино (рос. Головино) — присілок у складі Щолковського міського округу Московської області, Росія.

## Населення
Населення — 224 особи (2010; 199 у 2002).
Національний склад (станом на 2002 рік):
- росіяни — 98 %